# Sphrageidus depauperata
Sphrageidus depauperata är en fjärilsart som beskrevs av Paul Mabille 1880. Sphrageidus depauperata ingår i släktet Sphrageidus och familjen tofsspinnare. Inga underarter finns listade i Catalogue of Life.